# سیاست تنش‌زدایی
سیاست تنش‌زدایی یک راهبرد در سیاست خارجی ایران است که از دوره دوم ریاست جمهوری اکبر هاشمی رفسنجانی آغاز شد و با ریاست جمهوری سید محمد خاتمی از سال ۱۳۷۶ مورد توجه ویژه قرار گرفت. حسن روحانی نیز به در دوران ریاست جمهوری خود موج جدیدی از تنش‌زدایی را راه اندازی و دنبال کرد.
این سیاست به طور خلاصه بیان می‌دارد که در برابر جهانی‌شدن، مبنای روابط خارجی ایران با سایر کشورها باید بر اعتمادسازی و رفع سوءتفاهمات گذشته باشد. تنش‌زدایی بر اصولی مانند پذیرش کثرت‌گرایی سیاسی–اقتصادی، هم‌زیستی مسالمت‌آمیز، پرهیز از درگیری ایدئولوژیک و صرف نظر کردن از سیاست‌های برتری‌جویانه و هژمونیک استوار است.
سیروس فیضی استاد دانشگاه معتقد است اجرای این سیاست توسط ایران منجر به موفقیت‌های مهمی از جمله ارتقای جایگاه ایران در سازمان اوپک شد.

## اهداف و شیوه‌ها
اهداف و شیوه‌های اجرایی «سیاست تنش‌زدایی» به طور کلی می‌تواند شامل موارد زیر باشد:
- سیاست تنش‌زدایی یک راه حل نهایی برای حل تنش‌های ایجاد شده بین ایران و سایر کشورها نیست، بلکه یک حالت میانه است که همگرایی و آسان گیری را در خود جای داده است و به طور معمول تلاشی برای ارتقا همکاری و همزیستی با دولت‌ها و جلوگیری از تشدید اختلافات و کاهش آنها یا کاهش تنش در روابط بین‌الملل است. تنش‌زدایی در سیاست خارجی معمولاً به دنبال از بین بردن موانع بین‌المللی بر سر راه توسعه کشور و جذب منابع بین‌المللی برای توسعه بهتر و قوی شدن کشور است.
- تنش‌زدایی بعنوان مهمترین اصل در روابط بین‌الملل با توسل به روش‌های مسالمت‌آمیز و بهسازی روانشناختی رابطه کشورها در سطح بین‌المللی و فعال‌سازی دیپلماسی از طریق گفتگوی دوجانبه و چند جانبه تعریف می‌شود و هدف آن ارتقا سطح روابط سیاسی و اقتصادی به منظور دستیابی به امنیت منطقه‌ای و جهانی است.
- با اتخاذ سیاست تنش‌زدایی در رابطه با کشورهای مختلف، موفقیت در زمینه سیاست خارجی بیشتر محتمل است و از طرف دیگر فضا را برای بهبود و ارتقا مبادلات بین فعالان اقتصادی کشورها مهیا می‌کند. حرکت به سمت سیاست تنش‌زدایی به معنای عقب نشینی از مواضع اساسی و دست کشیدن از منافع ملی نیست.

طراحی و اجرای مجموعه‌ای از اقدامات جهت جلب اعتماد دیگر کشورها و از بین بردن برخی باورهای غلط رایج نظام بین‌المللی درباره ایران، مهمترین هدف «سیاست تنش‌زدایی جمهوری اسلامی ایران» است.

## تاریخچه
تنش‌زدایی اقداماتی جهت بازسازی روابط بین دولتهای مخالف با هم در سطح بین‌المللی و منطقه‌ای در روند سیاست خارجی کشورها است که ایران چنین فرآیندی را از سال ۱۳۶۷ آغاز کرد. نيازهاي اقتصادي و تجهیزاتی به همراه نيازهاي استراتژيك دليل اين اقدام ایران بود. این روند زمینه‌ساز ظهور و گسترش نوعی گفتمان بین ایران و سایر کشورها جهت جلب اعتماد آنها شد.
در اوایل شکل‌گیری جمهوری اسلامی ایران، روند مقاومت منطقه‌ای در سیاست نوعی برخورد مختص ایدئولوژی اسلامی ایران بود که منجر به رشد جنبش آگاهی اسلامی در منطقه شد. در دهه دوم انقلاب، مظاهر عمل‌گرایی اسلامی در سیاست ایران ظهور کرد. این امر در دوره ریاست جمهوری هاشمی رفسنجانی ترتیب داده شد. هدف از عمل‌گرایی اسلامی افزایش قدرت ملی از طریق تعامل بین‌المللی بود. از سال ۱۳۷۶ زمینه برای رشد روشهای گفتمانی (در قالب طرحی با نام گفتگوی تمدن‌ها) مربوط به جهت گیری دموکراتیک اسلامی در سیاست خارجه ایران فراهم شد. هر یک از این روشهای دموکراتیک گفتمانی نقش ملی خاصی را در وجهه بین‌المللی ایران دنبال می‌کردند؛
با این وجود، در دهه‌های اول انقلاب اسلامی، نشانه‌هایی از رادیکالیسم و جهت گیری ایدئولوژیک در سیاست خارجی ایران وجود داشت. به عبارت دیگر، در آن زمان نشانه‌هایی از گفتمان ایدئولوژیک اسلامی در سیاست خارجی دیده می‌شد اما تغییر در ساختار داخلی و همچنین بهبود فرایندهای مربوط به نظام بین‌الملل، بعدها عاملی در جهت پیشرفت گفتمان ایدئولوژیک اسلامی شد. سپس در دوران جدید، نظریه گفتمان تنش‌زدایی در عرصه روابط بین‌الملل مطرح شد. بر طبق این نظریه، همکاری با محیط منطقه‌ای و بین‌المللی راهکار اصلی تفاهم کشورها در عرصه بین‌الملل است.

### آغاز
«سیاست تنش‌زدایی جمهوری اسلامی ایران» در عرصه روابط بین‌الملل از سال ۱۳۶۷ آغاز شد. در این دوره، تغییراتی در مورد «جهت گیری» و «وجهه ملی» در سیاست خارجی ایران مطرح شد. این را می‌توان بازتابی از نیازهای اقتصادی، استراتژیک و امنیتی دانست. بر اساس ضرورت‌های دوره جدید، همچنین تغییراتی در اولویت‌های سیاست خارجی و نیازهای اقتصادی، دولت ایران به این روش‌ها روی آورد. اولین موج تنش‌زدایی را می‌توان عاملی در بازسازی روابط ایران با کشورهای حاشیه خلیج فارس و خاورمیانه دانست. موج دوم تنش‌زدایی در سال ۱۳۷۶ آغاز شد. در این دوره شرایط برای بهبود سطح همکاری ایران و کشورهای اروپایی فراهم شد. تمرکز اصلی موج دوم تنش‌زدایی بر گسترش روند «اعتماد سازی» بود. در نتیجه همکاری‌های اقتصادی و استراتژیک ایران با کشورهای اروپایی افزایش یافت. در این دوره، تلاشهای گسترده‌ای برای «مشارکت موثر» ایران با سایر کشورها در زمینه‌های اقتصادی و استراتژیک انجام شد. این روند در اواسط دهه ۸۰ با نوعی توقف و حتی پَسرفت مواجه شد.

### رویکرد واقع‌گرایی نسبی
اقدامات اعتماد سازی ایران را می‌توان ادامه سیاست تنش‌زدایی دانست. با طراحی قالب‌های گفتمانی، یک مدل ایده‌آل جدی در جمهوری اسلامی ایران شکل گرفت و نشانه‌هایی از یک گفتمان اسلامی دموکراتیک در فضای جدید ظاهر شد. اگرچه با تغییر دولت، در سیاست خارجی ایران تغییراتی ایجاد شده بود، اما می‌توان آن را ادامه گفتمان‌های قبلی دانست. پس از انتخاب سید محمد خاتمی در مرداد ۱۳۷۶ به عنوان پنجمین رئیس جمهور ایران و مطرح شدن برنامه‌های رئیس جمهور جدید، گسترش روابط خارجی و رسیدگی به امور بین‌الملل در چارچوب رویکرد واقع‌گرایی نسبی ادامه یافت. با این تفاوت که نحوه بیان و نحوه برخورد با سایر کشورها تغییر کرد و سیاست پیشرفت اقتصادی و توسعه صنعتی دولت قبلی، جای خود را به توسعه سیاسی داد و در روابط خارجی، پذیرفتن عقاید متفاوت جامعه جهانی به معنای رد سیستم تعصب و یک سو نگری و پذیرش برابری فرهنگ‌های دیگر، روش دولت ایران شد. این‌ها به محور اصلی سیاست خارجی تبدیل شد و بر این اساس موج دیگری از تنش‌زدایی در سیاست خارجی ایران به راه افتاد.
دستیابی به چنین اهدافی در کوتاه مدت امکان پذیر نبود. زیرا مخالفت کلی نظام بین‌الملل با ایران همچنان ادامه داشت. گرچه در دوره ریاست جمهوری خاتمی، نگرش اقتصادی و رفتار سیاسی ایران ماهیتی دموکراتیک و همکاری گرایانه داشت، اما شواهد نشان می‌دهد که در این دوره نظام بین‌المللی انعطاف پذیری نسبتاً کمی نسبت به ایران داشته است. در نتیجه، این روش اعتمادسازی و تنش‌زدایی منجر به شکل‌گیری نشانه‌هایی از نوعی بحران امنیتی در ایران شد.

### تجدیدنظرطلبِ غیرمتعهد
با انتخاب محمود احمدی‌نژاد به عنوان ششمین رئیس جمهور ایران، سیاست خارجی ایران دوباره با شعار تنش‌زدایی و صلح در منطقه و جهان به کار خود ادامه داد. دولتمردان در این دوره اظهار می‌داشتند که سیاست خارجی جمهوری اسلامی ایران بر اساس اصول تنش‌زدایی، عدالت، درک متقابل و گسترش صلح و همزیستی مسالمت‌آمیز در منطقه و جهان اقدام خواهد کرد.
با یک نگاه کلی به سیاست خارجی به کار برده شده توسط محمود احمدی‌نژاد، می‌توان الگوی اقدامات او را همانند یک تجدیدنظرطلبِ غیرمتعهد در نظر گرفت. در طول هشت سال ریاست جمهوری او، به ویژه در سالهای اولیه، وی با به چالش کشیدن هژمونی و نظم سیستم جهانی، سعی در مبارزه با سیستم تک سلطه‌ای آن زمان داشت. در همان زمان، وی سرمایه‌گذاری زیادی در «جنبش غیرمتعهدها» نیز کرده بود و در تلاش بود اتحادی را در میان این گروه‌ها ایجاد کند تا بتواند علیه نظم ناکارآمد جهانی به پا خیزد. محمود احمدی‌نژاد با تأکید بر ناکارآمدی سیستم جهانی، تلاش کرد ابرقدرت‌ها را به چالش بکشد و سازمان‌های بین‌المللی را نالایق جلوه دهد. منتقدان می‌گویند این رویکرد احمدی‌نژاد عامل تنش در سیاست خارجی ایران بوده است.

### برای حل مشکلات اقتصادی
پس از انتخاب حسن روحانی در مرداد ۱۳۹۲ به عنوان هفتمین رئیس جمهور ایران، وی تنش‌زدایی در سیاست خارجی، به ویژه در رابطه با ایالات متحده را اولویت اصلی خود قرار داد. به گفته روحانی، با توجه به نیاز کشور به سرمایه‌گذاری خارجی برای حل مشکلات اقتصادی از یک سو و تسلط آمریکا بر شرکت‌ها و موسسات اقتصادی جهان از سوی دیگر، لازم است سیاست خارجی ایران به سمت تنش‌زدایی با ایالات متحده پیش رود. اولویت دادن به تنش‌زدایی با کشورهای غربی، به ویژه ایالات متحده، مهمترین برنامه استراتژیک روحانی بود. هدف روحانی از اتخاذ سیاست کاهش تنش ارتقا سطح امنیت، توسعه و عادی سازی سیاست خارجی ایران بود. اما این سیاست با به قدرت رسیدن ترامپ، تغییر ایدئولوژی اجرایی در ایالات متحده، سیاست خصمانه آمریکا در قبال جمهوری اسلامی ایران و تشدید فعالیت‌های مخالفان در سطح ملی، منطقه‌ای و بین‌المللی، به چالش کشیده شد.
روحانی برای حل مشکلات اقتصادی تلاش کرد تا سیاست خارجی ایران را بر روابط با ایالات متحده و همکاری با آن کشور متمرکز کند. روحانی در غرب به عنوان یک سیاستمدار عملگرا شناخته می‌شود که برنامه هسته‌ای ایران مربوط به دوره ریاست جمهوری خاتمی را به حالت تعلیق درآورد. این امر همراه با انتخاب محمدجواد ظریف به عنوان وزیر امور خارجه، سیاست خارجی ایران را به سمت کاهش تنش با غرب به ویژه ایالات متحده سوق داده است. انتخاب حسن روحانی به عنوان رئیس جمهور فرصت خوبی را برای مذاکره با ایالات متحده فراهم کرد. از دیدگاه روحانی، روابط خصمانه ایران و ایالات متحده راه درستی نیست. همه این موارد بکارگیری الگوی تنش‌زدایی در سیاست خارجی توسط وی را نشان می‌دهد.